# Vouzeron
Vouzeron ist eine französische Gemeinde mit 582 Einwohnern (Stand: 1. Januar 2022) im Département Cher in der Region Centre-Val de Loire. Sie gehört zum Arrondissement Bourges und zum Kanton Saint-Martin-d’Auxigny. Die Bewohner werden Vouzeronnais und Vouzeronnaises genannt.

## Geographie
Vouzeron liegt etwa 23 Kilometer nordnordöstlich von Bourges in der Sologne. Das Gemeindegebiet wird von den Flüssen Barangeon und Sange durchquert. Umgeben wird Vouzeron von den Nachbargemeinden Nançay im Norden, Neuvy-sur-Barangeon im Norden und Nordosten, Allogny im Osten und Südosten, Saint-Laurent im Süden und Südwesten sowie Orçay im Westen und Nordwesten.

## Bevölkerungsentwicklung
| Jahr                      | 1962 | 1968 | 1975 | 1982 | 1990 | 1999 | 2006 | 2013 | 2020 |
| Einwohner                 | 536  | 414  | 405  | 394  | 441  | 445  | 551  | 547  | 593  |
| Quelle: Cassini und INSEE |      |      |      |      |      |      |      |      |      |

## Sehenswürdigkeiten
- Kirche Saint-Laurent
- Schloss, genannt „altes“ oder „kleines“ Schloss, Ende des 19. Jahrhunderts erbaut, seit 1995 in Teilen als Monument historique eingeschrieben
- Schloss, genannt „neues“ oder „großes“ Schloss, zwischen 1887 und 1893 errichtet

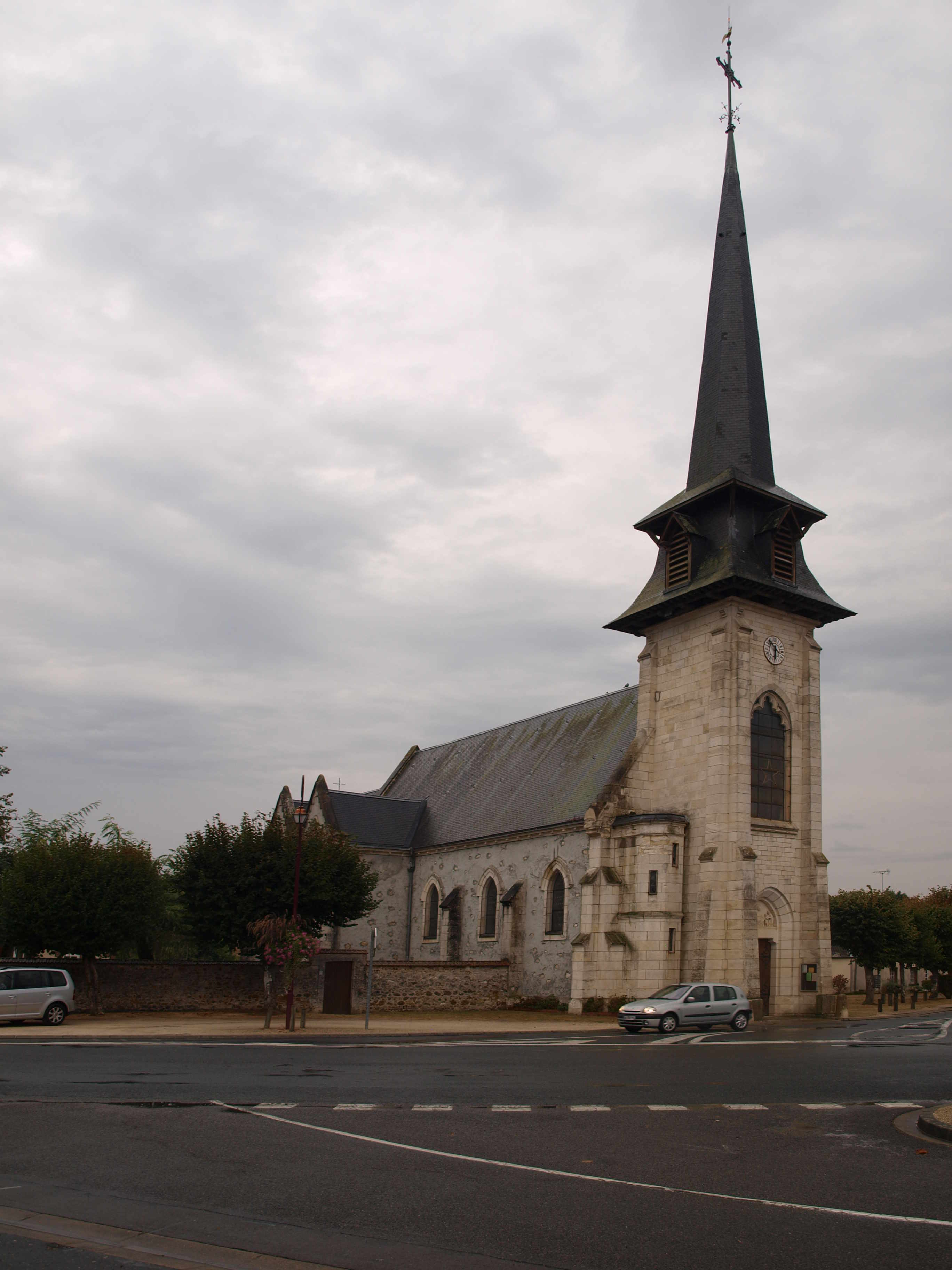
Kirche Saint-Laurent
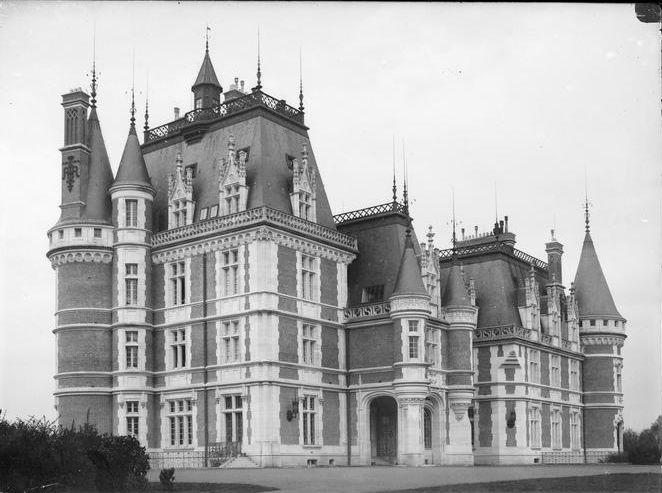
„Großes“ Schloss um 1920